# Sroebnacultuur

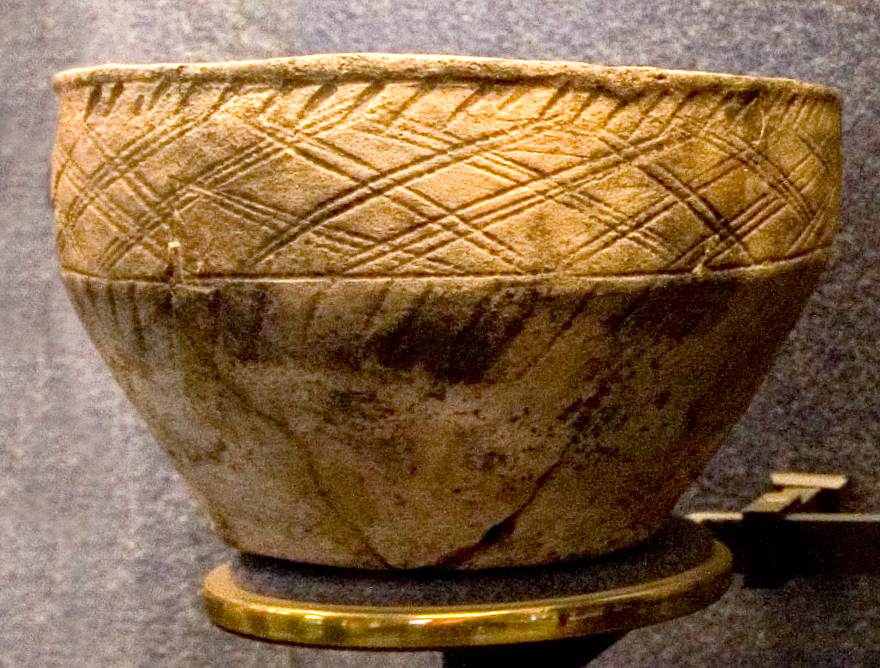
keramiek uit de sroebnacultuur

De sroebnacultuur (Russisch: Срубная культура; Sroebnaja koeltoera, Oekraïens: Зрубна культура; Zroebna koeltoera) was een cultuur uit de late bronstijd (16e-12e eeuw v.Chr.). De cultuur volgde de Poltavkacultuur op.
Het verspreidingsgebied lag langs en boven de noordelijke kust van de Zwarte Zee vanaf de Dnjepr in het oosten tot de voet van de Kaukasus tot de streek langs de noordelijke kust van de Kaspische Zee, over de Wolga tot aan het territorium van de waarschijnlijk gelijktijdige en enigszins verwante Andronovocultuur.
De naam is afgeleid van het Russische woord сруб (sroeb), dat "houten raamwerk" betekent, wat slaat op de manier waarop ze hun graven maakten.
De economie bestond uit gemengde landbouw en veeteelt. De historische Cimmeriërs stammen volgens sommige mensen van deze cultuur af.
De sroebnacultuur werd in het eerste millennium v.Chr. opgevolgd door de Tsjernogorovskcultuur en de vroege cimmeriërs.